# Uchida Kohei
Kohei Uchida (内田 航平, sinh ngày 19 tháng 5 năm 1993 ở Saitama, Nhật Bản) là một cầu thủ bóng đá người Nhật Bản hiện tại thi đấu cho Tokushima Vortis.

## Sự nghiệp
Uchida bắt đầu sự nghiệp với Sumire FC Jr. và sau đó thi đấu cho FC Coruja, trong thời gian này anh đang học tập ở trường Trung học Shochi Fukaya. Mùa đông 2011-12 anh ký hợp đồng với Đội bóng J League 2 Mito HollyHock và có 4 lần ra sân trong mùa giải chuyên nghiệp đầu tiên.

## Thống kê câu lạc bộ
Cập nhật đến ngày 23 tháng 2 năm 2016.
| Thành tích câu lạc bộ | Thành tích câu lạc bộ | Thành tích câu lạc bộ | Giải vô địch | Giải vô địch | Cúp                   | Cúp                   | Tổng cộng | Tổng cộng |
| Mùa giải              | Câu lạc bộ            | Giải vô địch          | Số trận      | Bàn thắng    | Số trận               | Bàn thắng             | Số trận   | Bàn thắng |
| Nhật Bản              | Nhật Bản              | Nhật Bản              | Giải vô địch | Giải vô địch | Cúp Hoàng đế Nhật Bản | Cúp Hoàng đế Nhật Bản | Tổng cộng | Tổng cộng |
| --------------------- | --------------------- | --------------------- | ------------ | ------------ | --------------------- | --------------------- | --------- | --------- |
| 2012                  | Mito HollyHock        | J2 League             | 4            | 0            | 0                     | 0                     | 4         | 0         |
| 2013                  | Mito HollyHock        | J2 League             | 20           | 0            | 2                     | 0                     | 22        | 0         |
| 2014                  | Mito HollyHock        | J2 League             | 31           | 1            | 2                     | 0                     | 33        | 1         |
| 2015                  | Mito HollyHock        | J2 League             | 34           | 0            | 0                     | 0                     | 34        | 0         |
| Tổng                  | Tổng                  | Tổng                  | 89           | 1            | 4                     | 0                     | 93        | 1         |